# Gabrijel Garsija Markes
Gabrijel Hose de la Konkordija Garsija Markes (šp.  audioⓘ; 6. mart 1927 — 17. april 2014 ) bio je kolumbijski pisac, novinar, izdavač i politički aktivista.
Rodio se u gradu Arakataka, u oblasti Magdalena. Uglavnom je živeo u Meksiku i Evropi. Najveći deo svog vremena provodio je u gradu Meksiko Siti.
Garsija Markes se smatra najpoznatijim piscem magičnog realizma, žanra u kome se prepliću mitovi i magija sa realnošću svakodnevne egzistencije. Najviše je doprineo tome da latinoamerička literatura dođe u centar pažnje svetske kulturne javnosti šezdesetih godina 20. veka. Dobitnik je Nobelove nagrade za književnost 1982. godine.
Njegovo najpoznatije delo, Sto godina samoće, prodato je u više od 30 miliona primeraka. U njemu je opisan život izolovanog južnoameričkog sela gde su neobični događaji predstavljeni kao sasvim obični.

## Biografija
Garsija Markes je bio tiho i stidljivo dete, opčinjeno pričama svog dede. Sve klice budućih dela nikle su u kući u kojoj je živeo, u pričama o građanskom ratu, masakru, dolascima i odlascima tetki i nezakonitoj kćeri dede. Deda mu je umro kad je imao 8 godina, a kada mu je baka oslepela otišao je da živi sa roditeljima u Sukre. Imao je reputaciju stidljivog momka koji je pisao smešne pesme. Godine 1940. dobio je stipendiju za nadarenu decu koju su dodeljivali jezuiti. Maturirao je 1946. i po želji roditelja upisao je Nacionalni univerzitet prava u Bogoti. U ovom periodu upoznao je svoju buduću ženu, tada 13-godišnju devojčicu. Garsija Markes se nije interesovao za svoje studije. Dobio je kopiju Kafkine knjige Metamorfoza koja je ostavila dubok utisak na njega jer je shvatio da književnost ne mora da prati strogu naraciju i radnju. Tada počinje da piše, i njegovu prvu priču objavljuju liberalne novine. Na njega su veliki uticaj izvršili i Sofokle i Fokner, koji ga je zadivio sposobnošću da preobrati detinjstvo u mitsku prošlost, izmišljajući grad u kome će se radnja dešavati. Od Sofokla je preuzeo temu zloupotrebe moći.
Inspiraciju za delo "Sto godina samoće" dobio je kada se vratio u babinu kuću u Arakataki. "Ukleta" kuća vratila je uspomene, a ceo grad je izgledao kao mrtav i zaleđen u vremenu. Ranije je skicirao priču o svom iskustvu u kući, stoga je roman trebalo da se zove "Kuća". Nažalost, godine 1952. priču je odbio prvi potencijalni izdavač. Godine 1955, dok je Garsija Markes bio u istočnoj Evropi, njegovi prijatelji su bez njegovog znanja odneli rukopis drugom izdavaču. Ovaj put, rukopis je objavljen. U Evropi je radio kao novinar za različite listove, a 1958, inspirisan revolucijom na Kubi, započeo je prijateljstvo sa Fidelom Kastrom. U januaru 1965. Garsija Markes i njegova porodica su se vozili na odmor u Akapulko kad ga je obuzela inspiracija: našao je svoj glas. Prvi put u dvadeset godina kao da je udarac groma potpuno osvetlio njegov Makondo.
Nakon godinu dana rada Garsija Markes je poslao prva tri poglavlja Karlosu Fuentesu. Bližeći se završetku dela, smeštao je sebe, svoju ženu i prijatelje u roman, i na poslednjoj strani otkrio je ime svog romana, "Sto godina samoće". Objavio je roman u junu 1967. Tokom prve sedmice svih 8000 primeraka je bilo prodato. Delo je prevođeno na desetine jezika i osvojilo je četiri međunarodne nagrade.
Posle objavljivanja Sto godina samoće, oktobra 1967. odlazi u Barselonu, gde upoznaje mnogobrojne pisce i izdavače, i samo posle godinu dana odlučuje da prestane da daje intervjue, jer je u Barselonu prvobitno došao zato što ga niko ne poznaje.
Tih godina ojačava veze sa Pablom Nerudom, koga je upoznao 1958. Godine 1971. dolazi u Pariz da ga poseti i na izlasku iz aviona saznaje da je Neruda dobitnik Nobelove nagrade za književnost, ali da je izjavio novinarima da je nagradu zaslužio Garsija Markes.

### Obrazovanje
Pohađao je osnovnu školu u Arakataki, gde je živeo sa babom i dedom. Nakon dedine smrti, roditelji ga šalju u Barankilju da nastavi školovanje na koledžu San Hose. Sa deset godina piše svoje prve stihove. Godine 1940. dobija stipendiju i odlazi u Sipakiru, grad blizu Bogote. U to vreme se dosta posvećuje čitanju. Godine 1947. vraća se u Bogotu i upisuje Pravni fakultet. Iste godine izlazi i njegova prva objavljena pripovetka „Treće prepuštanje sudbini“. U dvadesetoj godini napušta Bogotu i seli se u Kartahenu, gde nastavlja studije prava. U Karteheni je započeo bavljenje novinarstvom. Nakon dve godine studiranja i bavljenja novinarstvom, dobija priliku da ode u Barankilju, što i čini 1950. godine.

### Novinarstvo
U sedamnaestoj godini živi u Barankilji, gde počinje da se bavi novinarstvom i aktivno učestvuje u radu književne grupe Pećina. Ovoj grupi pripadaju i druge značajne ličnosti iz kolumbijskog kulturnog života, a među njima i romansijer Alvaro Sepeda Samudio i slikar, Alehandro Obregon. Garsija Markes nastavlja da piše za dnevne novine Heraldo, a zatim prelazi u redakciju lista Espektador u Bogoti. U ovim novinama objavljuje svoje pripovetke Treće odricanje i Odmor u utorak, koje je kasnije zajedno sa drugim, rasutim po novinama i časopisima, sakupio i objavio pod naslovom Sahrana Velike Mame. Godine 1954. odlazi u Rim da izveštava o iščekivanoj smrti pape Pija XII. Godinu dana kasnije odlazi u Pariz kao dopisnik Espektadora. U Bogotu se vraća 1956, da bi odmah zatim otišao u Venecuelu, u Karakas, gde takođe radi kao novinar. On je novi urednik časopisa Momenat. Takođe je radio u časopisu Grafička Venecuela i Elita, koji nisu listovi većeg ugleda. Posle pobede kubanske revolucije, Garsija Markes stupa u vezu sa novinskom kućom Prensa latina i postaje njen dopisnik iz Bogote. Nešto kasnije, kao dopisnik ove kubanske agencije, prisustvuje i skupu Generalne skupštine Organizacije ujedinjenih nacija. U to doba je i član redakcije časopisa Aksion liberal, u kome štampa polemički članak "Kolumbijska književnost: prevara nacije". Nakon toga se seli u Meksiko, gde se bavi novinarstvom i kinematografijom.

### Zanimljivosti
- Kao dete, bio je pod snažnim uticajem praznoverja svoje bake.
- Garsija Markes je svoju buduću suprugu upoznao kada je ona imala samo trinaest godina. Mersedes (šp. Mercedes) mu je obećala da će mu ostati verna i da će ga čekati. Venčali su se četrnaest godina kasnije.
- U svojoj mladosti bio je poznat kao stidljiv momak koji piše smešne pesme.[4]
- Roman Sto godina samoće je posledica neočekivanog nadahnuća koje je jednom prilikom obuzelo Garsiju Markesa na putu za Akapulko, kada je, kako sam kaže, već imao celo prvo poglavlje u glavi. U sobi je proveo 18 meseci dok nije u potpunosti završio roman.
- „Godine 1961. došao sam u Meksiko sa dvadeset dolara u džepu, ženom, sinom, i fiks idejom - da se bavim filmom.“[8]
- „Kao novinar nikada nisam radio intervju. Radio sam izveštaje, ali nikad intervju sa pitanjima i odgovorima.“[9]
- Pablo Neruda je za Sto godina samoće izjavio da je Don Kihot našeg vremena.[10]
- Čileanski pesnik Pablo Neruda i kolumbijski romanopisac Gabrijel Garsija Markes su najtraženiji pisci na španskom jeziku na Internetu, nadmašivši Migela de Servantesa.[11]

## Dela
- Oči plavog psa (šp. Ojos de perro azul) - 1950.
- Pukovniku nema ko da piše (šp. El coronel no tiene quien le escriba) - 1961.
- Sahrana Velike Mame (šp. Los funerales de la Mamá Grande) - 1962.
- Zao čas (šp. La mala hora) - 1962.
- Sto godina samoće (šp. Cien años de soledad) - 1967.
- Neverovatna i tužna priča o čednoj Erendiri i njenoj bezdušnoj babi (šp. La increíble y triste historia de la cándida Eréndira y de su abuela desalmada) - 1972.
- Patrijarhova jesen (šp. El otoño del patriarca) - 1975.
- Hronika najavljene smrti (šp. Crónica de una muerte anunciada) - 1981.
- Ljubav u doba kolere (šp. El amor en los tiempos del cólera) - 1985.
- Pustolovina Migela Litina (šp. La Aventura de Miguel Littín Clandestino en Chile) - 1986.
- Dvanaest hodočašća (šp. Doce cuentos peregrinos) - 1992.
- O ljubavi i drugim demonima (šp. Del amor y otros demonios) - 1994.
- Vest o jednoj otmici (šp. Noticia de un secuestro) - 1996.
- Sećanja na moje tužne kurve (šp. Memoria de mis putas tristes) - 2004.
- Vidimo se u avgustu, posthumno, 2024.[12]

## Filmografija
- U ovom selu nema lopova (šp. En éste pueblo no hay ladrones) - 1965.[13][14]
- Vreme za umreti (šp. Tiempo de morir) - 1966. (Markes potpisan kao scenarista)
- Opasna igra (šp. Juego peligroso) - 1967. (Markes potpisan kao scenarista)
- Patsi, ljubavi moja (šp. Patsy mi amor) - 1969.
- Predznak (šp. Presagio) - 1975. (Markes potpisan kao scenarista)
- Montijelova udovica (šp. La Viuda de Montiel) - 1979.
- Najdraža Marija (šp. María de mi corazón) - 1979.
- Godina kuge (šp. El año de la peste) - 1979. (Markes potpisan kao scenarista)
- Erendira (šp. Eréndira) - 1983.
- Vreme za umreti (šp. Tiempo de morir) - 1986. (Markes potpisan kao scenarista)
- Hronika najavljenje smrti (šp. Crónica de una muerte anunciada) - 1987.
- Veoma star čovek sa ogromnim krilima (šp. Un señor muy viejo con unas alas enormes) - 1988.
- Čudo u Rimu (šp. Milagro en Roma) - 1988. (Markes potpisan kao scenarista)
- Basna o prelepoj čuvarici golubova (šp. Fábula de la bella palomera) - 1988. (Garsija Markes potpisan kao scenarista)
- Pisma iz parka (šp. Cartas del parque) - 1989. (Markes potpisan kao scenarista)
- Edip gradonačelnik (šp. Edipo alcalde) - 1996.
- Pukovniku nema ko da piše (šp. El coronel no tiene quien le escriba) - 1999.
- Nevidljiva deca (šp. Los niños invisibles) - 2001. (Markes potpisan kao scenarista)
- Ljubav u doba kolere (šp. El amor en los tiempos del cólera) - 2007.
- O ljubavi i drugim demonima (šp. De amor y otros demonios) - 2009.
- Sećanja na moje tužne kurve (šp. Memorias de mis putas tristes) - 2011.

### Nagrade
| Vreme za umreti                      | 1967. | Srebrna Boginja (šp. ) za najbolji film                                   | Pobeda                                                                           |            |            |
| Predznak                             | 1975. | Srebrna Boginja (šp. ) za najbolju mladu glumicu                          | Sesilija Karuaćo (šp. Cecilia Caruacho)                                                          | Pobeda     |            |
| Predznak                             | 1975. | Posebno priznanje na Inernacionalnom filmskom festivalu u San Sebastijanu | Luis Alkorisa (šp. Luis Alcoriza)                                                             | Pobeda     |            |
| Montijelova udovica                  | 1980. | Zlatna Statua (engl. Golden Colon)                                                    | Migel Litin (šp. )                                                               | Pobeda     |            |
| Montijelova udovica                  | 1980. | Zlatni Medved ( )                                                         | Migel Litin (šp. )                                                               | Nominacija |            |
| Godina kuge                          | 1980. | Zlatni Arijel (šp. )                                                      | Felipe Kasals (šp. )                                                             | Pobeda     |            |
| Godina kuge                          | 1980. | Srebrni Arijel (šp. ) za najbolju režiju                                  | Felipe Kasals (šp. )                                                             | Pobeda     |            |
| Godina kuge                          | 1980. | Srebrni Arijel (šp. ) za najbolji scenario                                | Gabrijel Garsija Markes (šp. Gabriel García Márquez) i Huan Arturo Brenan (šp. )                       | Pobeda     |            |
| Godina kuge                          | 1980. | Srebrna Boginja (šp. ) za najbolju adaptaciju                             | Gabrijel Garsija Markes (šp. Gabriel García Márquez), Huan Arturo Brenan (šp. Juan Arturo Brennan) i Felipe Kasals (šp. ) | Pobeda     |            |
| Erendira                             | 1983. | Zlatna Palma (fr. )                                                       | Ruj Gera (šp. )                                                                  | Nominacija |            |
| Erendira                             | 1983. | Zlatni Hugo (engl. ) za najbolji film                                     | Ruj Gera (šp. )                                                                  | Nominacija |            |
| Erendira                             | 1984. | Srebrni Arijel (šp. ) za najbolju scenografiju                            | Pjer Kadu (fr. Pierre Cadou)                                                                 | Pobeda     |            |
| Vreme za umreti                      | 1985. | Najbolja kinematografija                                                  | Mario Garsija Hoja (šp. Mario García Joya)                                                        | Pobeda     |            |
| Vreme za umreti                      | 1985. | Najbolje editovanje                                                       | Nelson Rodriges (šp. Nelson Rodríguez)                                                           | Pobeda     |            |
| Vreme za umreti                      | 1986. | Zlatni Hugo (šp. ) za najbolji film                                       | Horhe Ali Trijana (šp. )                                                         | Nominacija |            |
| Vreme za umreti                      | 1987. | Goja (šp. ) za najbolji strani film na španskom jeziku                    | Horhe Ali Trijana (šp. )                                                         | Nominacija |            |
| Hronika najavljenje smrti            | 1987. | Zlatna Palma (fr. )                                                       | Franćesko Rosi (ital. )                                                          | Nominacija |            |
| Hronika najavljenje smrti            | 1987. | Srebrna traka (engl. ) za najboljeg režisera                              | Franćesko Rosi (ital. )                                                          | Nominacija |            |
| Hronika najavljenje smrti            | 1987. | Srebrna traka (engl. ) za najbolju kinematografiju                        | Paskvalino De Santis (ital. Pasqualino De Santis)                                                    | Nominacija |            |
| Veoma star čovek sa ogromnim krilima | 1988. | Zlatna Oselja (engl. Golden Osella) za najbolji skor                                   | Hose Maria Vitijer (šp. José María Vitier), Đani Noćenzi (ital. Gianni Nocenzi) i Pablo Milanes (šp. Pablo Milanés)          | Pobeda     |            |
| Veoma star čovek sa ogromnim krilima | 1988. | Zlatni Lav (engl. Golden Lion)                                                       | Fernando Biri (šp. Fernando Birri)                                                             | Nominacija |            |
| Basna o prelepoj čuvarici golubova   | 1988. | APCA trofej (engl. APCA Trophy) za najbolji produkcijski dizajn i najbolji kostim    | Irenio Maja (šp. Irenio Maia)                                                               | Pobeda     |            |
| Edip gradonačelnik                   | 1996. | Zlatni Kikito (engl. Golden Kikito)za najbolji film                                    | Horhe Ali Trijana (šp. )                                                         | Nominacija |            |
| Edip gradonačelnik                   | 1997. | Zlatni prekolumbijski krug (engl. Golden Precolumbian Circle) za najbolji film                      | Horhe Ali Trijana (šp. )                                                         | Nominacija |            |
| Edip gradonačelnik                   | 1998. | Zlatni Fotogrami (šp. Fotogramas de Plata) za najbolju glumicu                               | Anhela Molina (šp. Ángela Molina)                                                             | Pobeda     |            |
| Pukovniku nema ko da piše            | 1999. | Zlatna Palma (fr. )                                                       | Arturo Ripstin (šp. )                                                            | Nominacija |            |
| Pukovniku nema ko da piše            | 1999. | Goja (šp. ) za najbolji adaptirani scenario                               | Pas Alisija Garsijadijego (šp. Paz Alicia Garciadiego)                                                 | Nominacija |            |
| Pukovniku nema ko da piše            | 2000. | Filmska nagrada Latinske Amerike (engl. Latin America Cinema Award)                                 | Arturo Ripstin (šp. )                                                            | Pobeda     |            |
| Nevidljiva deca                      | 2001. | Zlatni prekolumbijski krug (engl. Golden Precolumbian Circle)za najbolji kolumbijski film           | Lisandro Duke Naranho (šp. )                                                     | Pobeda     |            |
| Nevidljiva deca                      | 2002. | Filmska nagrada Kolumbije (engl. Colombian Cinema Award) za najbolji film                       | Lisandro Duke Naranho (šp. )                                                     | Pobeda     |            |
| Nevidljiva deca                      | 2002. | Posebna nagrada žirija (engl. ) za najbolji film                          | Lisandro Duke Naranho (šp. )                                                     | Pobeda     |            |
| Nevidljiva deca                      | 2002. | Velika Paoa (engl. Grand Paoa)                                                      | Lisandro Duke Naranho (šp. )                                                     | Nominacija |            |
| Ljubav u doba kolere                 | 2008. | Zlatni globus (engl. Golden Globe) za najbolju originalnu pesmu                       | Šakira (šp. Shakira) i Antonio Pinto (šp. Antonio Pinto)                                             | šp.        | Nominacija |
| O ljubavi i drugim demonima          | 2010. | Zlatna morska zvezda (engl. Golden Starfish Award) za naraciju                                 | Ilda Idalgo (шп. Hilda Hidalgo)                                                               | Nominacija |            |
| Sećanja na moje tužne kurve          | 2012. | Specijalna nagrada žirija (engl. ) za najbolji film                       | Hening Karlsen (дан. Henning Carlsen)                                                           | Pobeda     |            |

## Stil
Stil Gabrijela Garsije Markesa svrstavamo u magični realizam. Naime, ovaj stil podrazumeva postojanje dveju paralelnih stvarnosti, odnosno kombinaciju fikcije i realnog sveta. Garsija Markes spaja elemente fantastičnog i svakodnevnog i postiže savršeni sklad tako da čitalac ne doživljava elemente fantastičnog kao strane. U svojim prvim romanima ("Pukovniku nema ko da piše", "Zao čas") koristi nove narativne tehnike kao što su unutrašnji monolog, nelinearnost i kombinuje ih sa tradicionalnim tehnikama realizma. Ovde već uvodi teme nasilja i usamljenosti koje će razraditi detaljnije u svojim kasnijim delima. U svom remek-delu Sto godina samoće stvara izmišljeni grad Makondo u kome integriše različite nivoe: lično i opšte, istorijsko i mitsko, magično i realno. Glavne teme su usamljenost junaka koja predstavlja osećanje koje doživljava svako ljudsko biće i protiv kojeg je nemoguće boriti se i ljubav koja predstavlja jedini spas od fatalnog determinizma koji se rađa iz samoće i egoizma. Prepliću se budućnost, sadašnjost i prošlost. Odlike magičnog realizma u delu Garsije Markesa ogledaju se u sledećim motivima: smrt koja je sve vreme prisutna - mrtvi postoje u Makondu zajedno sa živima; nasilje; magija; alhemija. Kritičari Gabrijela Garsiju Markesa svrstavaju u jednog od najboljih pisaca svih vremena, a njegov stil izrazito kreativnim.

## Garsija Markes na političkoj sceni
Kada bi upitali Garsiju Markesa da li je komunista, odgovor bi uvek bio negativan. On je uvek govorio da ne pripada nijednoj političkoj stranci. Verovao je da će svet jednom postati socijalistički, ali on je imao posebno shvatanje socijalizma: kao sistem napretka, slobode i jednakosti. Zato je u svojim tekstovima, nakon svojih putovanja u socijalističke zemlje, pokazao neslaganje sa onim "šta se tamo dešava". Verovao je da je socijalizam jedino dobro rešenje za Latinsku Ameriku. Tokom 1959. godine bio je dopisnik novinske agencije u Bogoti koju je stvorila kubanska vlada nakon početka kubanske revolucije, gde je izveštavao o događajima na Kubi. Tad Garsija Markes postaje istinski politički novinar. Gabrijel Garsija Markes i Fidel Kastro se sastaju januara 1959, ali njihovo prijateljstvo je kasnije formirano.

## Nagrade i priznanja
Garsija Markes je dobio Nobelovu nagradu za književnost 1982. Po mišljenju Švajcarske akademije dobio je nagradu zbog svojih romana i kratkih priča u kojima su elementi fantastičnog i realnog pomešani u jednom mirnom svetu sa bogatom maštom i tako oslikavaju život i konflikte jednog kontinenta.
Njegov govor pri dobijanju nagrade zove se La soledad de América Latina. Bio je prvi Kolumbijac, a četvrti Latinoamerikanac koji je dobio Nobelovu nagradu za književnost.
Garsija Markes je dobio još mnoge nagrade i priznanja za svoja dela. Neke od njih su:
- za Zao čas 1961.
- (počasni doktorat, prvi) Univerziteta Kolumbija u Njujorku 1971.
- za roman Sto godina samoće 1972.
- en Paris 1981.
- 1982.
- 1985.
- 1993.
- (počasni doktorat, drugi) 1994.
- Muzej: 25. marta 2010. godine kolumbijska vlada završila je rekonstrukciju kuće u kojoj je rođen Garsija Markes u Arakataki, pošto je bila srušena pre 40 godina; u znak sećanja na njega otvorili su u njoj muzej sa više od 14 prostorija koje prikazuju gde je on proveo svoje detinjstvo.
- Na istoku Los Anđelesa (Kalifornija), u sektoru Las Rozas u Madridu i u Saragosi (Španija) postoje ulice koje nose njegovo ime.
- U Bogoti El Fondo de Cultura Económica de México sagradio je kulturni centar koji nosi njegovo ime.

## Citati
Nijedna osoba ne zaslužuje tvoje suze, a ona koja ih zaslužuje, nikada te neće rasplakati.
šp. 
Nemoj nikada prestati da se smeješ, čak ni kada si tužna, jer nikad se ne zna ko bi se mogao zaljubiti u tvoj osmeh.
šp. 
Možda si u očima sveta samo jedna osoba, ali si u očima jedne osobe ceo svet.
šp. 
Ne provodi vreme s nekim kome nije stalo da ga provodi sa tobom.
šp. 
Ne plači zato što se završilo. Raduj se zato što se dogodilo.
šp. 
Ne volim te zbog onoga što jesi, već zbog onoga što sam ja kad sam pored tebe.
šp. 
Nije tačno da ljudi odustaju od svojih snova zato što stare, već stare zato što odustaju od svojih snova.
šp. 
Ponuditi prijateljstvo onome ko traži ljubav, isto je kao i ponuditi hleb onome ko umire od žeđi.
šp. 
Siromaštvo je najbolji lek za dijabetes.
šp. 
Život je najbolji izum.
šp. 

## Spoljašnje veze
- CVC.Cervantes.es
- OjosDePerroAzulMovie.es.tl
- FNPI.org Архивирано на веб-сајту  (14. април 2011)
- Moj život sa Markseom („Politika”, 27. avgust 2017)